# 莒口镇
莒口镇，是中华人民共和国福建省南平市建阳区下辖的一个乡镇级行政单位。位于建阳区西部，麻阳溪、书莒溪和茶马溪穿镇而过。

## 历史
因村有莒潭在交溪之口，故名莒口。宋、元两代分设崇泰、崇政二里。明代除崇政里外，析崇泰里为崇泰上、崇泰下两里。1928年，属(麻沙)第三区，1932年为第八区驻地，1936年又属第三区。1940年置莒口乡。
中共建政后，莒口乡属建阳县第四区。1955年，莒口划属后山区。1958年底成立莒口、后山、茶布三个人民公社。1984年，撤销莒口人民公社复设莒口乡。1992年升格为莒口镇。

## 经济
莒口自古产优质梨，有“梨乡”之称。当前，莒口的农业生产以种植业、果品加工业和林业为主。2016年，全镇农林牧渔总产值达5.47亿元人民币。
种植业是莒口镇主要农业部分，其主体作物是水稻、小麦、地瓜。全镇土地总面积36593.2公顷，占全区土地总面积十分之一，其中山地面积29085.33公顷，其农业生产在建阳区占据重要地位。
莒口镇山地广阔，森林资源丰富，2016年，全镇森林立木蓄积量170.59万立方米，毛竹面积3767.13公顷，立竹645.35万株，以杉木、马尾松、樟树和楠木为主，是建阳区的主要林区之一。

## 政治

### 政权结构
莒口镇是中华人民共和国的一个乡级行政区。在法定的人民代表大会制下，莒口镇人民代表大会为全镇的国家权力机关，与中国共产党莒口镇委员会、莒口镇人民政府并称“三套班子”。莒口镇党委和镇政府驻莒潭社区中心路4号，现任镇党委书记是彭阳敏
，镇人大主席团主席刘庆，镇长詹国鸣。

### 行政区划
莒口镇下辖16个行政村，1个社区居委会，总人口27051人。其中村级行政单位包括：
莒潭社区、莒口村、湖桥村、焦岚村、长埂村、东山村、后山村、马伏村、石庵村、上布村、中布村、茶布村、策口村、社洲村、东徐村、金山村和河坝村。

## 交通
公共交通方面，建阳1974年始设建阳县公共汽车公司，莒口镇随后设立了承担货运交通的莒口车队。当前，镇内客运交通已经形成了以莒口中心客运站为中心的，可通达建阳市区的完善网络。
公路方面，莒口镇属于山地丘陵地形，因此建设公路交通必须进行大量土地平整工作以及隧道、桥梁的修筑。莒口镇的首条公路是中共建政后修筑的建邵光公路。
同时，全镇通过多条县道和乡道连接邻近乡镇，镇内各行政村乃至自然村都通有公路。

## 教育
古代建阳教育发展迅速，成就颇大。莒口镇教育也有很大发展，唐朝莒口有鳌峰书院，由唐兵部尚书熊秘于唐僖宗乾符年间（870年代）创建，历代进士多达13人。此外，莒口镇宋代以来还有云谷书院、寒泉精舍、西山精舍、庐峰精舍、屏山书院等多座书院，另有私塾多座，传统教育发达。
民国肇建后，始设莒口简易国民小学。1942年升格为莒口中心国民学校，并增设各保国民学校。中共建政后，全市各学校均被当局接管，莒口乡改设莒口中心小学和莒口中学。1979年，莒口中学改为莒口职业中学，其后又复设莒口中学，并延续至今。
近年来，莒口镇基础教育大为发展，小学入学率达到或超过100%。